# Linha Azul (Salvador)
A Linha Azul é um conjunto de vias urbanas, em obras, transversais ao sistema viário expresso de Salvador, capital do estado brasileiro da Bahia. Com cerca de 12 quilômetros, atravessa de leste a oeste a cidade. Conecta as áreas da Orla Atlântica, do Miolo e do Subúrbio Ferroviário. É constituída pela Avenida Pinto de Aguiar (3,3 quilômetros), Avenida Gal Costa (7,2 quilômetros) e a ligação Lobato–Pirajá (1,5 quilômetro).
O corredor viário impacta na abertura de novos vetores de desenvolvimento na cidade e, como parte do Sistema Integrado de Transporte Metropolitano (SITM), compõe o sistema de transporte de massa com a função alimentadora ao sistema estrutural. Ele pretende interligar ambas as linhas metroviárias na altura das estações Pirajá (Linha 1) e Pituaçu (Linha 2), como também a conexão com a Estação Lobato do futuro VLT do Subúrbio. O projeto prevê a implantação, posterior às obras de construção e duplicação, de sistema de ônibus expressos (BRT) em uma das faixas, de média/alta capacidade.

## História

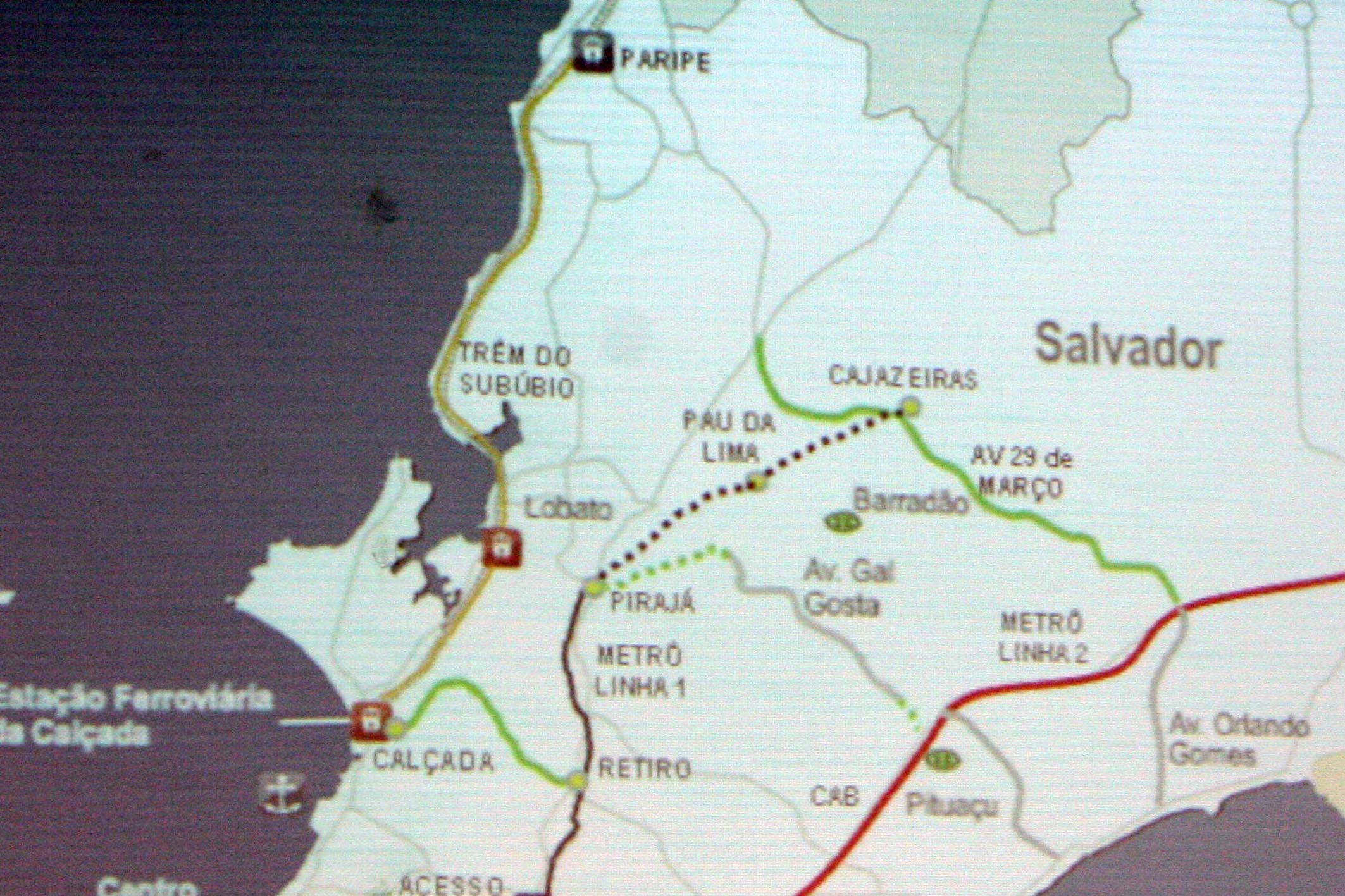
Mapa apresentado em coletiva de imprensa da Secretaria Estadual de Planejamento (SEPLAN) em 2011, prevendo intervenções para conexão da Avenida Gal Costa ao metrô

Pelo Contrato de Programa, datado de 22 de abril de 2013, celebrado entre o Município do Salvador, Município de Lauro de Freitas e o Estado da Bahia, decorrente do Convênio de Cooperação Intrafederativo n.º 1 de 2012, no contexto dos acordos sobre a transferência de controle do metrô, ficou a cargo do governo estadual a construção dos dois corredores transversais e foram reservadas à prefeitura da capital a definição do modal a ser instalado e a sua operação. A implantação do corredor foi dividida em duas áreas: uma restrita à Pinto de Aguiar e outra para as demais.
A Avenida Pinto de Aguiar foi a primeira a ser reformada para a implantação do corredor alimentador, com ordem de serviço assinada em 20 de maio de 2013. Por 63 milhões de reais, os três quilômetros da avenida foram convertidos a três faixas de rolamento em cada sentido separadas por canteiro central, com ciclovias de 1,5 metro de largura em ambos os lados e passeios entre dois e três metros de largura, bem como melhorias urbanas (drenagem, iluminação e contenção de encostas). As obras financiadas pelo Banco Nacional de Desenvolvimento Econômico e Social (BNDES) tinham duração fixada em 10 meses. Em 11 de abril de 2014, foram concluídas as obras em cerca de 1,5 quilômetro, representando 50% das intervenções. E em 18 de setembro, o restante do trecho da avenida foi finalmente duplicado, sinalizado e recebeu intervenções de paisagismo. Assim, foi concluída a primeira etapa do corredor.
Em 17 de julho de 2013, o governo estadual lançou o edital de pré-qualificação de concorrentes para o restante das obras do Corredor 1 (intervenção na Avenida Gal Costa, construção do túnel entre a Pinto de Aguiar e a Gal Costa e da ligação Lobato–Pirajá), como também do Corredor Transversal II. Meses depois, em 12 de março do ano seguinte, a vitória do consórcio Transoceânico Salvador na licitação foi homologada. O consórcio, formado pelas empresas Queiroz Galvão, TTC Engenharia, AXXO e Constran, venceu ao apresentar o menor preço, 647 milhões de reais. O prazo de execução é de 36 meses, a contar da assinatura da ordem de serviço, feita em 27 de março de 2014.
Em março de 2015, o então Corredor Transversal I foi renomeado para "Linha Azul", assim como ocorreu com o então Corredor Transversal II. Em março de 2016, foi inaugurado o Sistema Viário Campinas de Pirajá, que incluiu construção de um viaduto de três faixas e 59 metros de extensão ao lado de um preexistente, bem como alças de acesso, calçada, drenagem, terraplenagem e paisagismo melhorando o acesso à Estrada de Campinas e ao Terminal Pirajá. Em junho foi concluído o primeiro túnel da ligação Lobato–Pirajá, em outubro outro túnel teve a perfuração concluída, dessa vez no local onde havia o antigo ginásio da Universidade Católica do Salvador (UCSal), perto do Estádio de Pituaçu e em novembro os túneis de 150 metros sob a avenida Paralela foram também perfurados completamente. As obras do trecho de ligação da Pinto de Aguiar à Gal Costa constituíram a segunda etapa das obras, avaliadas em 147 milhões de reais. Dela fizeram parte os cinco quilômetros de extensão desde o mergulho sob a Paralela e seus dois túneis duplos ao trecho em superfície e mão dupla, com três faixas por sentido, até o Complexo Esportivo Armando Oliveira, em São Rafael. A segunda etapa foi aberta ao tráfego em 5 de março de 2018. As entradas/saídas dos dois túneis duplos da passagem subterrânea (mergulho viário) foram grafitados pelos cinco integrantes do Projeto Mais Grafite. Iniciado em 2017 e integrado pelos grafiteiros Marcos Prisk, Júlio Costa, Questão Almada e Bigod, o Mais Grafite inseriu cores fortes e elementos da Tropicália nas paredes exteriores dos túneis.
Em 2022, o governo estadual divulgou as estações previstas a operar: Ibirapitanga, Greenville, Pinto de Aguiar, Ligação Pituaçu, São Rafael, Sussuarana, Novo Horizonte, São Marcos, Pau da Lima, Jardim Cajazeiras e Pirajá.